# Michael Uhrmann
Michael Uhrmann (n. 16 septembrie 1978, Wegscheid, Bavaria, Germania) este un antrenor german, medaliat olimpic. A participat la 3 ediții ale Jocurilor Olimpice (2002, 2006, 2010) în care a câștigat o medalie de aur și o medalie de argint.